# والاس کارلوس
والاس کارلوس (انگلیسی: Wallace Carlson؛ ۲۸ مارس ۱۸۹۴ – ۱۹۶۷) یک فیلم‌نامه‌نویس، کارگردان، و تهیه‌کننده اهل ایالات متحده آمریکا بود.